# Šlapanické slepence
Šlapanické slepence este o arie protejată (arie specială de conservare — SAC, sit de importanță comunitară — SCI) din Republica Cehă întinsă pe o suprafață de 8,29 ha, integral pe uscat.

## Localizare
Centrul sitului Šlapanické slepence este situat la coordonatele 49°10′20″N 16°43′16″E / 49.172222°N 16.721111°E.

## Înființare
Situl Šlapanické slepence a fost declarat sit de importanță comunitară în aprilie 2005 pentru a proteja un număr necunoscut de specii din flora spontană și fauna sălbatică aflate în arealul zonei. Situl a fost protejat și ca arie specială de conservare în iulie 2012.

## Biodiversitate
Situată în ecoregiunea panonică, aria protejată conține 2 habitate naturale: Pajiști carstice calcaroase sau bazofile, de Alysso-Sedion albi, Pajiști stepice subpanonice.
La baza desemnării sitului se află un număr nedeclarat de specii protejate.